# REKO-ring
REKO-ring (РЕКО-ринг) (норв. REKO-ringen от REttferdig — «справедливое», KOnsum — «потребление», ring — «круг, сообщество») — это локальная группа потребителей и производителей продуктов питания, которые делают покупки по простой модели. REKO означает «Справедливое потребление» на норвежском «Rettferdig Konsum». Концепция «REKO-ring» зародилась в Финляндии в 2013 году и получила широкое распространение в странах Скандинавии и является одним из проявлений экономики совместного потребления.
Покупатели могут делать закупки напрямую у местных фермеров, а производители, в свою очередь, могут рекламировать и продавать товары собственного производства через общую страницу (чаще всего — Facebook-группу). Клиенты предварительно заказывают товары через страницу РЕКО-ринга в Facebook. Товар доставляется фермером в заранее заявленное место, дату и время.
Важной особенностью данной концепции является полное отсутствие посредников и бесплатное участие как для покупателей, так и для продавцов. Администрирование локальных Facebook-групп осуществляется добровольцами на волонтерских началах.

## История
Модель РЕКО-ринга зародилась в финском регионе Остроботния (фин. Österbotten) летом 2013 года. Фермер Томас Снельман (фин. Thomas Snellman) во время поездки во Францию познакомился с местной моделью распространения фермерской продукции через Amap (фр. Association pour le maintien d'une agriculture de proximité) Ассоциацию поддержки местного сельского хозяйства и развил эту концепцию в Финляндии. Модель REKO стартовала 6 июня 2013 года в Якобстаде (фин. Jakobstad). На сентябрь 2018 года в Финляндии насчитывается около 200 РЕКО-рингов, которые охватывают все провинции в стране. В них состоит около 340 тысяч жителей.
Осенью 2016 года запущен первый РЕКО-ринг в Швеции в городе (фин. Grästorp). К сентябрю 2020 года около 700.000 шведов стали членами 200 локальных групп по всей территории страны.
В ноябре 2017 года был организован первый РЕКО-ринг в Норвегии. По состоянию на октябрь 2020 года на большей части территории Норвегии находится 120 «колец». С ними связано около 500 000 клиентов, и 500 производителей продают свои товары.
В скандинавских странах модель REKO-ring получила широчайшее распространение благодаря своей простоте, эффективности и высокому уровню доверия среди местного населения. 5 мая 2020 года на карте Европы было отмечено уже 500 РЕКО-рингов, которые объединяли более 1 млн жителей Финляндии, Швеции, Норвегии и Исландии. Основанные на этой концепции группы появились также в  Ирландии, ЮАР, Канаде и США. В Австралии в декабре 2020 года открыты 8 локальных REKO-групп.
В Румынии данная концепция появилась под названием «ROMO». На февраль 2021 года в стране уже существует две активных группы — в городах Cluj и Brașov, объединяющих порядка 20 тысяч потребителей и около ста производителей продуктов питания.

## Концепция
REKO функционирует как продовольственное сообщество на ограниченной географической территории. Заказ и маркетинг происходят в закрытых группах Facebook, к которым может присоединиться каждый. В модели REKO производители продуктов питания и покупатели встречаются в согласованное время, и потребитель может покупать продукты питания напрямую у производителя без посредников.
К продаже допускаются продукты сельского хозяйства: как пищевые так и непищевые (например шкуры, воск, дрова). Разрешена также продажа продуктов переработки, например колбасы, джемы, соусы и так далее. Но только в том случае если основные ингредиенты произведены на той же ферме.
Перекупщики, а также продавцы с товаром неизвестного происхождения к участию не допускаются.
Встречи РЕКО-ринга проходят 1-2 раза в месяц, обычно это вечер рабочего дня. Место выбирается заранее администрацией группы и чаще всего неизменно. Обычно это большая парковка около крупного торгового центра, местного муниципалитета или школы.

### Анонсы в Facebook-группе
Администрация группы публикует заранее дату и время ближайшей встречи, её длительность обычно полчаса или час. После этого фермеры размещают посты с информацией о себе и своей продукции. Обычно такой анонс содержит: небольшую справку о самом предприятии и продукции которую производит фермер, местонахождение и краткую историю фермы; список товарных позиций и цены; способы оплаты и крайний срок приема заказов; фотографии продуктов и самой фермы.
Под каждым из таких постов потребители оставляют комментарии с наименованием товара и желаемым количеством. Таким образом, покупатель соглашается забрать указанное количество продуктов по указанной цене. Продавцы обычно ответным сообщением подтверждают, что заказ принят.

### Встреча

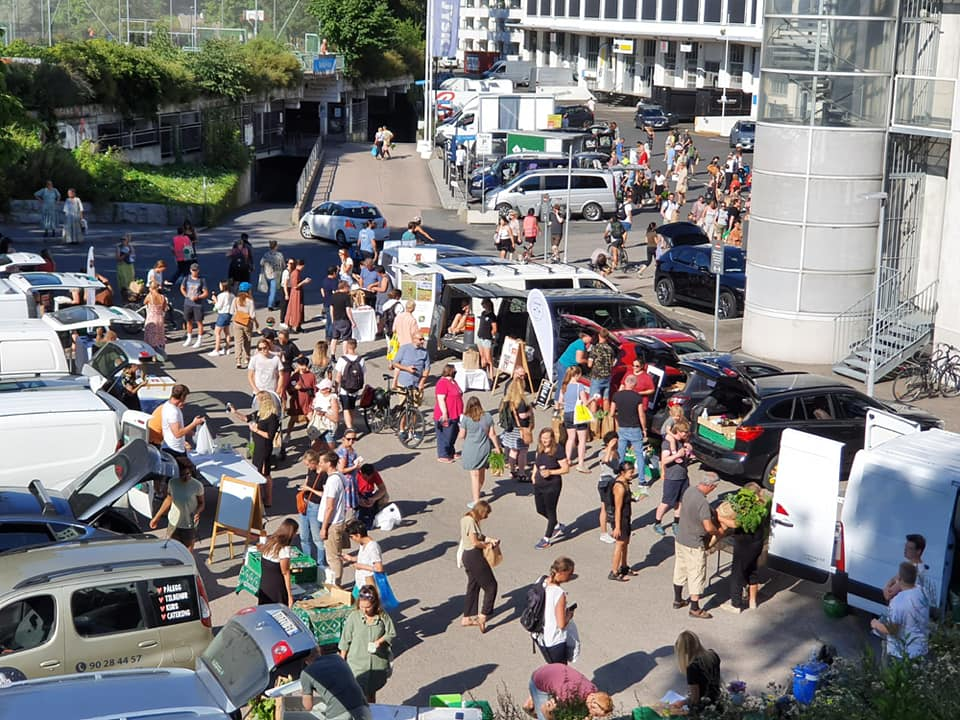
Встреча REKO-ringen в Осло, июнь 2020

К дате очередного РЕКО-ринга у фермеров набирается «корзина» заказов. Они составляют списки покупателей, а заказы заранее упаковывают в индивидуальные пакеты. Покупатели также составляют для себя список фермеров, у которых они сделали заказы.
В назначенный день продавцы приезжают на своих автомобилях в согласованное место, паркуются и открывают багажники. Чтобы покупателям было проще определить кто из фермеров приехал на какой машине — продавцы вывешивают листы с названием фермы или своим именем.
В зависимости от размеров местного РЕКО встреча может длиться от получаса до часа. К популярным фермерам могут выстраиваться длинные очереди. Сам процесс покупки максимально упрощен. Покупатель называет свое имя фермеру, тот находит в багажнике пакет с его заказом и выдает клиенту. Оплата обычно происходит банковской картой через терминал или через мобильное приложение для интернет-платежей.
Торговля в обычном понимании на встрече РЕКО-ринга запрещена. То есть фермер не будет продавать товар, который не был заранее заказан через группу. Если случайный прохожий захочет что-то приобрести — ему будет предложено вступить в группу и заказать продукт на следующую встречу.

## Выгоды
Потребитель получает продукты питания известного происхождения. В отличие от обезличенных товаров в магазинах и на рынках, на РЕКО-ринге покупатель контактирует с непосредственным производителем. Торговля между фермером и клиентом осуществляется без посредников, потому что встреча и личный контакт являются важной частью концепции.
Модель REKO-ring способствует устойчивому потреблению, поддержке фермеров, развитию местного производства, а также сокращению рекламы, ненужной упаковки и транспортировки. Производители могут встречаться со своими клиентами и получать от них прямые отзывы и идеи развития, а потребители имеют возможность встретиться с производителем и напрямую спросить о процессе производства.
Для покупателя — это возможность купить самые свежие продукты местного производства по доступным ценам. Основная часть производителей, представленных в REKO — это малые и средние предприятия, чью продукцию редко можно встретить на полках магазинов.
Для продавца — это возможность реализовать свою продукцию по рыночной цене, без дополнительных издержек на маркетинг и логистику. РЕКО имеет серьёзные отличия от классической модели сельскохозяйственных ярмарок, с которыми его часто путают:
- на ярмарке фермер должен платить за участие / РЕКО-ринг абсолютно бесплатен;
- ярмарка длится целый день (или даже несколько дней) / встреча РЕКО длится не больше часа;
- после ярмарки часть товара остается не распроданной / после РЕКО-ринга у фермера пустой багажник.